# Ahrotechserwis Sumy
Ahrotechserwis Sumy (ukr. Футбольний клуб «Агротехсервіс» Суми, Futbolnyj Kłub "Ahrotechserwis" Sumy) – ukraiński klub piłkarski z siedzibą w Sumach. Założony w roku 1965 jako Awtomobilist Sumy.
W sezonie 1995/1996 występował w rozgrywkach ukraińskiej Drugiej Lihi, a w latach 1992—1995 w rozgrywkach ukraińskiej Pierwszej Lihi.

## Historia
Chronologia nazw:
- 1965—1993: Awtomobilist Sumy (ukr. «Автомобіліст» Суми)
- 1993—1994: SBTS Sumy (ukr. СБТС Суми)
- 1995: FK Sumy (ukr. ФК «Суми»)
- 1996: Ahrotechserwis Sumy (ukr. «Агротехсервіс» Суми)

Piłkarska drużyna Awtomobilist została założona w Sumach w 1965 roku i reprezentowała miejscowe przedsiębiorstwo samochodowe nr 18021. Drużyna brała udział w rozrywkach obwodu sumskiego.
W 1987 klub startował w rozgrywkach Mistrzostw Ukraińskiej SRR spośród drużyn amatorskich, zajmując 3. miejsce w swojej grupie.
Od początku rozrywek w niezależnej Ukrainie zespół występował w Pierwszej Lidze. W 1993 klub zmienił nazwę na SBTS Sumy, a w 1995 na FK Sumy. Po sezonie 1994/95 klub spadł do Drugiej Lihi. A w sezonie 1995/96 jako Ahrotechserwis Sumy zajął spadkowe 18. miejsce i został pozbawiony statusu profesjonalnego.

## Sukcesy
- 8. miejsce w Pierwszej Lidze, Grupie A: 1992
- 1/16 finału Pucharu Ukrainy: 1992

## Trenerzy od lat 90.
...
- 01.1989–12.1990:  Mykoła Kurasow
- 01.1991–12.1992: / Mychajło Fomenko
- 03.1993–07.1993:  Wałerij Bermudes
- 08.1993–11.1993:  Serhij Strasznenko
- 03.1994–08.1994:  Wiktor Aristow
- 09.1994–07.1995:  Siergiej Docenko
- 08.1995–05.1996:  Mykoła Kurasow
- 06.1996:  Wołodymyr Bojczenko (p.o.)

## Inne
- FK Sumy
- Frunzenec-Liha-99 Sumy
- Spartak Sumy